# Hans Henneberger
Hans Henneberger (ur. 1563 w Mühlhausen w Prusach Książęcych, zm. 31 grudnia 1601 w Królewcu) – niemiecki artysta malarz.
Znany jest również jako Johann Hans Hennenberger (w literaturze polskiej bywa nazywany Janem Hennebergerem). Był synem Caspara Hennebergera, miejscowego pastora luterańskiego, historyka i kartografa. Jego ojcem chrzestnym był Johann Luther, syn słynnego reformatora, przyjaciel Hennebergera ze studiów na Albertynie, którego siostra, Margarethe Luther, po mężu von Kunheim, zamieszkiwała w pobliskim majątku.
Malowania uczył się u Thomasa Bitterera, malarza nadwornego margrabiego Jerzego Fryderyka w księstwie Ansbach  we Frankonii. 27 listopada 1593 Henneberger otrzymał nominację na nadwornego malarza pruskiego dworu książęcego w Królewcu. Malował portrety i herby w Sali Moskiewskiej (niem. Moskowitersaal), genealogię Hohenzollernów w zamku królewieckim, wizerunki znanych postaci (między innymi królów Stefana Batorego i Zygmunta III Wazy), jak również epitafia. Zasłynął jako malarz heraldyczny, wykonując szereg dyplomów szlacheckich. W zbiorach Biblioteki Wallenrodzkiej znajdował się kodeks zawierający malowane przez Hennebergera drzewa genealogiczne szlachty pruskiej i jej podobizny. Kilka portretów jego autorstwa zachowało się w zbiorach Muzeum Warmii i Mazur w Olsztynie.
Był żonaty z Anną, córką nadwornego stolarza Gregora Behnischa, która po śmierci męża przez jakiś czas zajmowała służbowe mieszkanie i, z pomocą czeladnika, kończyła rozpoczęte przezeń prace.